# Jukka Ahti
Jukka Ahti, ursprungligen Hietanen, född 26 april 1897 i Kotka, arkebuserad 26 februari 1938 utanför Petrozavodsk, var en finsk-amerikansk sångare, skådespelare och sångtextförfattare.
Ahti och hustrun Katri Lammi var skådespelare vid den finska kommunistiska mötesplatsen Työn Temppeli i New York. Åren 1929–1931 spelade han in trettio titlar för Victor till ackompanjemang av Alfredo Cibellis orkester. Av Ahtis egna sånger finns Kasakkaleirillä ("I kosacklägret"), Raatajille ("Till trälarna") och Laulu ruususta ("En sång om en ros") insjungna på grammofon av Katri Lammi.
Liksom tusentals finska kommunister emigrerade makarna 1931 till Petrozavodsk, där Ahti arbetade som filare vid en traktorfabrik. Sin huvudsakliga anställning hade han emellertid som sångare vid både lokalradion och Petrozavodsks finska teater, där han ledde operakören. Under mitten av 1930-talet anklagades han för att i radion framföra småborgerliga sånger. Han arresterades av NKVD den 18 januari 1938 och avrättades av en exekutionspatrull den 26 februari utanför Petrozavodsk. Domen hävdes postumt den 25 januari 1962 av högsta domstolen i ryska SFSR. Katri Lammi förvisades till ett fångläger, men överlevde utrensningarna.